# Paweł Kurzyński
Paweł Kurzyński – polski fizyk, doktor habilitowany nauk fizycznych związany z Wydziałem Fizyki UAM w Poznaniu.

## Życiorys
Doktoryzował się na macierzystym wydziale w 2007 na podstawie pracy pt. Zastosowanie kwantowych spacerów na grafach w kwantowej teorii informacji (promotorem był Antoni Wójcik). Staż podoktorski odbył w Centre for Quantum Technologies Narodowego Uniwersytetu Singapuru.
Habilitował się w 2015 na podstawie oceny dorobku naukowego oraz cyklu publikacji pt. Podobieństwa i różnice między kontekstualnością a nielokalnością w mechanice kwantowej. Na macierzystym Wydziale Fizyki UAM pracuje jako profesor nadzwyczajny w Zakładzie Elektroniki Kwantowej. Jego zainteresowania naukowe obejmują takie zagadnienia jak: podstawy fizyki kwantowej, informatyka kwantowa oraz dyskretna dynamika układów kwantowych.
Swoje prace publikował m.in. w „Physical Review Letters", „Physical Review A" oraz „New Journal of Physics".